# فولفغانغ هيسل
فولفغانغ هيسل (بالألمانية: Wolfgang Hesl)‏ (مواليد 13 يناير 1986 في نابورغ - ألمانيا الغربية) لاعب كرة قدم ألماني يلعب حاليا لصالح نادي الدرجة الأولى هامبورغ الألماني منذ 2004 في مركز حارس مرمى .

## روابط خارجية
- فولفغانغ هيسل على موقع قاعدة بيانات كرة القدم.إي يو (الإنجليزية)
- فولفغانغ هيسل على موقع بيانات كرة القدم. دي إي (الألمانية)
- فولفغانغ هيسل على موقع Soccerway.com (الإنجليزية)
- فولفغانغ هيسل على موقع عالم كرة القدم.نت (الإنجليزية)
- فولفغانغ هيسل على موقع كووورة
- فولفغانغ هيسل على موقع AS.com (الإسبانية)